# Вишогруд (Свентокшиське воєводство)
Вишогруд (пол. Wyszogród) — село в Польщі, у гміні Опатовець Казімерського повіту Свентокшиського воєводства.
Населення — 69 осіб (2011).
У 1975-1998 роках село належало до Келецького воєводства.

## Демографія
Демографічна структура на день 31 березня 2011 року:
|          | Загалом | Допрацездатний вік | Працездатний вік | Постпрацездатний вік |
| -------- | ------- | ------------------ | ---------------- | -------------------- |
| Чоловіки | 37      | 4                  | 27               | 6                    |
| Жінки    | 32      | 3                  | 19               | 10                   |
| Разом    | 69      | 7                  | 46               | 16                   |